# Kurt Ekholm

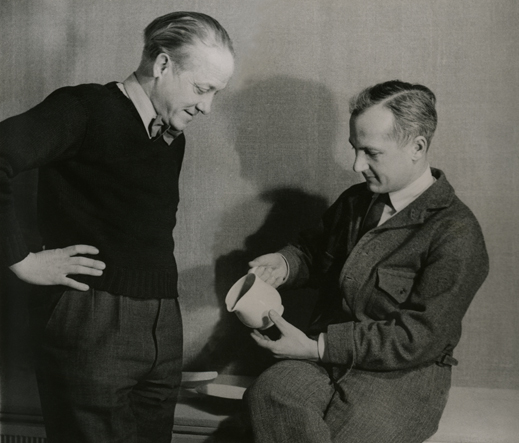
Kurt Ekholm och Kaj Franck.

Kurt Wilhelm Ekholm, född 14 februari 1907 i Helsingfors, död 16 februari 1975 i Göteborg, var en finländsk keramiker.
Ekholm utexaminerades från Högre konstindustriella skolan i Stockholm 1932, varpå han en tid praktiserade på Rörstrands Porslinsfabrik. Han verkade som konstnärlig ledare för Arabia i Helsingfors 1932–1948. Från 1938 undervisade han i keramikens historia vid Konstindustriella högskolan i Helsingfors. År 1948 flyttade han till Sverige där han var verksam vid Slöjdföreningens skola i Göteborg, först 1948–1950 som överlärare i keramik och senare, 1950–1966, som rektor.